# Eino Guttorm
Eino Veikko Kalevi Guttorm, nordsamisch Jovnna-Jon Eino (* 24. Februar 1941 in Utsjoki; † 11. Mai 2005 ebenda) war ein finnisch-samischer Schriftsteller und erster Verfasser eines Romans auf Nordsamisch.

## Leben und Werk
Eino Guttorm lebte in Outakoski in der Gemeinde Utsjoki, wo er seine Kind- und Schulzeit verbrachte. Er besuchte die gleiche Folksschule wie die bekannten samischen Schriftsteller Pedar Jalvi, Hans Aslak Guttorm und Kirste Paltto. Später arbeitete er im Straßenbau und als Zimmermann. In den 1970er Jahren begann er mit dem Schreiben. Er debütierte 1981 mit dem Roman Árbeeatnan luohti über den Laestadianismus in seiner Heimatregion, ein Thema das auf großes Interesse innerhalb der lokalen samischen Leserschaft stieß. Es handelt sich um den ersten Roman auf Nordsamisch.
Auch Guttorms spätere Texte handeln v. a. vom Leben der Menschen im Flusstal des Deatnu, der Heimat des Autors. Er veröffentlichte in seiner Muttersprache Nordsamisch und in Finnisch. 1999 wurde ihm der Literaturpreis des Samenrates für seine Sammlung von Kurzgeschichten Bearralat Deatnogáttis (1998) verliehen. Bereits in den 1980er Jahren schrieb er Stücke für das samische Rávgos-Theater in Utsjoki. Weitere wichtige Veröffentlichungen sind der Roman Tunturimorsian (1989) und der Gedichtband Duoddara šuvva (1985).
Im Juni 2003 wurde Guttorm wegen sexuellen Missbrauchs von Kindern angeklagt. Die vom Amtsgericht verhängte Freiheitsstrafe von eineinhalb Jahren wurde nach einem Berufungsverfahren auf ein Jahr und zwei Monate festgesetzt.
Eino Guttorm wurde am 11. Mai 2005 tot in seinem Haus in Outakoski aufgefunden.

## Veröffentlichungen (Auswahl)
- Árbeeatnan luohti, Jår'galæd'dji, 1981 (Roman, nordsamisch)
- Varahuvvan bálgát. Jår'galæd'dji, 1985 (Roman, nordsamisch)
- Duoddara šuvva, Jår'galæd'dji, 1985 (Gedichtband, nordsamisch)
- Behtar soađis, Jår'galæd'dji, 1986 (Roman, nordsamisch)
- Noaidegopter, Girjegiisá, 1996 (Kinderbuch, nordsamisch)
- Tunturimorsian, Jår'galæd'dji, 1989 (Roman, finnisch)
- Bearralat Deatnogáttis, Davvi Girji, 1998 (Kurzgeschichten, nordsamisch)
- Sámiálbmoga epos. In: Áššu. Nr. 103–106, 2004.

## Auszeichnungen
- 1999 Literaturpreis des Samenrates